# Jermaine Dye
Jermaine Terrell Dye, né le 28 janvier 1974 à Vacaville (Californie), est un joueur américain de baseball ayant évolué en Ligue majeure de baseball de 1996 à 2009. 
Ce voltigeur participa au match des étoiles en 2000 et 2006. 
Dye a remporté la Série mondiale 2005 avec les White Sox de Chicago et a été nommé joueur par excellence de cette série finale du baseball majeur.